# Кавеца (Кјети)
Кавеца (итал. Cavezza) је насеље у Италији у округу Кјети, региону Абруцо.
Према процени из 2011. у насељу је живело 59 становника. Насеље се налази на надморској висини од 128 м.